# Estrôncio-90
Estrôncio-90 (Sr-90) é um dos isótopos radioativos do estrôncio. Seu número atômico é 38, e seu número de massa é 90.

## Estrôncio
O elemento estrônico (Sr) ocorre naturalmente como um elemento não-radioativo, e tem 16 isótopos conhecidos. Dos seus isótopos que ocorrem na natureza, quatro são estáveis (Sr-84, Sr-86, Sr-87 e Sr-88) e doze são radioativos, sendo que, destes, o mais importante é o estrôncio-90, seguido do estrôncio-89, encontrado em reatores, e o estrôncio-85, utilizado na indústria e na medicina.

## Descoberta
O isótopo estrôncio-90 foi descoberto na década de 1940, nos experimentos ligados ao desenvolvimento da bomba atômica. Ele é um produto da fissão do urânio e do plutônio, tanto nos reatores nucleares quanto nas explosões de bombas atômicas.
Sr-90 não existe na natureza, ocorrendo como subproduto da desintegração do bromo-90, através do decaimento beta: Br-90 -> Kr-90 -> Rb-90 -> Sr-90.

## Física
Sr-90 decai através da emissão beta, sem produzir radiação gama, no isótopo ítrio-90. Sua meia-vida é de 29,1 anos. Y-90 decai, também através da emissão beta, em um isótopo estável do zircônio, com meia-vida de 64 horas (2,7 dias).

## Biologia
O estrôncio é quimicamente semelhante ao cálcio, apresentando assim especial afinidade com os ossos. 70-80% do elemento é eliminado do corpo, e cerca de 20-30% se acumula nos ossos, com cerca de 1% ficando no sangue, líquido extracelular, tecido macio e na superfície dos ossos, de onde pode ser excretado.
A exposição ao Sr-90 está ligada a câncer ósseo, cancer do tecido macio e leucemia.
O teste para o nível de contaminação do Sr-90 é, normalmente, pela análise da urina. A excreção é máxima no dia da absorção do isótopo, diminuindo progressivamente.

## Contaminação
O isótopo contamina partes do reator e seus fluidos.
Durante a década de 1950 e década de 1960, quando houve várias explosões nucleares atmosféricas, uma grande quantidade de Sr-90 foi produzida, e dispersa pelo mundo todo. Desde então, o estrôncio vem decaindo, de forma que os níveis atuais decorrentes destes testes são baixos.
O acidente nuclear de Chernobyl introduziu uma grande quantidade de Sr-90 no meio ambiente. A maior parte deste estrôncio ficou na União Soviética, com uma parte caindo no norte da Europa.
Todas as pessoas estão expostas ao Sr-90, através principalmente da dieta, pois o isótopo contamina a cadeia alimentar, e através da inalação de partículas de poeira.

## Utilização
O isótopo é utilizado como um rastreador radioativo em odontologia e agricultura. O calor produzido por seu decaimento pode ser convertido em eletricidade, e utilizado como fonte de energia, normalmente em localidades remotas, como beacons de navegação, estações de água e veículos espaciais.
Ele é utilizado em tubos elétricos, como uma fonte de radiação para medidores de espessura, no tratamento de doenças dos olhos e no tratamento de câncer ósseo.